# 左小祖咒
左小祖咒（1970年3月4日—），本名吴红巾，江苏建湖人，中国大陆独立音乐人、诗人小说家、艺术家。迄今发行50多张个人专辑，多次在国内外举办艺术展览。

## 經歷

### 早期经历
1970年3月4日，吴红巾出生于江苏建湖。成长于船工家庭，曾参军入伍，经历过“奇怪的街头生活”。1993年从上海来到北京后，在东部郊区缔造了对中国当代艺术影响深远的前卫艺术家部落“北京东村”。同期与夜千组建NO乐队，改名为左小祖咒，任乐队主唱、吉他手、提琴手和词曲作者。曾被怀疑是香港回归前夕东方化工厂爆炸案的嫌疑犯被无故关押在北京昌平收容所二十多天。

### 早期经典专辑
1998年发行首张专辑《走失的主人》与次年发行的《庙会之旅》成为国内几乎所有摇滚杂志年度头牌唱片。2001发行的第三张专辑《左小祖咒在地安门》在取得不错销量的同时也让左小祖咒成为中国摇滚乐迷心中最具号召力与思想影响力的摇滚歌手。

### 重要展览
左小祖咒和北京东村另外9位艺术家在1995年合作的行为艺术《为无名山增高一米》参加第48届威尼斯国际双年展。十四年后，个人作品《我也爱当代艺术》与《为无名山增高一米》参加意大利第55届威尼斯平行展。

### 发行史上最昂贵专辑
2005年独立发行专辑《我不能悲伤地坐在你身旁》，次年发行电影配乐专辑《美国》，销售单价均为150元，创造了中国音乐专辑最高单价纪录。两年后，发行双唱片《你知道东方在哪一边》，单价达到500元，成为史上最昂贵的专辑。

### 万事如意演唱会
2010年3月19日，左小祖咒在北京世纪剧院举办了首次个人演唱会《万事如意》，幕后人员包括艾未未、宁浩、孟京辉、贾樟柯、朱文、李延亮、方无行等。该现场的DVD于2012年3月发行。

### 专业奖项
《你知道东方在哪一边》在2009年被评为南方周末文化原创榜年度致敬音乐；《大事》获得了2010年华语音乐传媒奖的九项提名，最终拿到最佳国语男歌手和最佳作词人两个奖项；2011年《最爱》获第28届金鸡奖最佳电影音乐提名奖；
2009年获得中国1949-2009年60年新希望及60个梦想力量人物；2010年度GQ杂志年度流行音乐人；2009、2011年度《Time Out》杂志北京城市英雄；2011年先后获得《时尚先生》杂志年度音乐人、《东方早报》“文化中国”十年人物大奖以及《新京报》中国最美50人。

### 禁演风波
2011年4月24日晚，左小祖咒周庄民谣诗歌节作压轴演出时，观众中有人高呼艾未未，屏幕微博墙上也出现与艾未未相关内容，自此便被禁止参加国内商演，如原定于6月参加北京KAMA LOVE音乐节的演出便被强行取消。

### 解除禁演
2014年，继《走失的主人》与《庙会之旅》后再度与摩登天空签约，并于9月23日发行摇滚专辑《我们需要个歌手》。同年4月起开始连续参加武汉、北京、上海、深圳、成都、昆明、长沙、厦门、大理等多地的草莓、乐堡等各大音乐节，在演出大获成功的同时也标志着他已被解除禁演。

### 造谣“常州武进区钱家塘13号强拆”事件
2012年重阳节，其岳父常州老家武进区钱家塘13号房屋面临强拆，引发社会巨大关注，李承鹏、姚晨、李开复、韩寒、洪晃、慕容雪村、韩志国、于建嵘、罗永浩等微博名人纷纷转发声援，左小祖咒随即赶赴老家阻止。事后，武进区高新开发区凌光耀书记表示，在与卞家未达成协议前不会拆迁；为避免对其房屋产生影响，与其紧邻的房屋也暂停拆除，而后附近进行殡仪馆建设，即所谓的"造谣一时爽，全家火葬场"。但迄今为止，网络上对该事件的传言从未停止。

### 重要媒体报道
2014年2月，德国《Süddeutsche Zeitung》和瑞士《Tages-Anzeiger》等报纸对左小祖咒进行了专题报道。多次成为知名杂志封面人物，如《GQ》、《ELLE MAN》、《时尚先生》、《号外》、《男人装》等。

### 策划/制作艾未未专辑《神曲》
2009年8月12日，和艾未未共同前往四川，艾受维权人士谭作人的律师邀请，前往成都为谭作人出庭，当天凌晨在酒店成都公安破门而入，一名搜查人员用拳头重击了艾未未脑部，并被非法拘禁至谭作人案庭审结束，一个月后在德国进行了紧急脑部手术。该过程被拍成纪录片《老妈蹄花》，左小祖咒担任了这部纪录片配乐工作。
2011年6月22日，艾未未被当局非法关押81天后被释放，左小祖咒开始策划艾未未的摇滚专辑《神曲》， 2013年完成制作。该专辑已在美国发行。

### 与Cowboy Junkies合作
2010年与Cowboy Junkies合作歌曲A Walk in The Park，祖咒贡献了人声的词曲和演唱，该曲收录于Cowboy Junkies唱片《人民公园》。专辑还翻唱《我不能悲伤地坐在你身旁》。Cowboy Junkies乐队的Michael Timmins在美国国家公共广播电台（NPR）访谈节目中称左小祖咒是中国的Leonard Cohen。

### 与台湾歌手陈昇合作
从2009年起，他一直是台湾歌手陈昇跨年演唱会的固定特别嘉宾。期间和陈昇在台北联合举行“师出无名”演唱会。近年，两人在音乐上也多次合作，如《加格达奇的夜车》《爱情的枪》《我爱这土地》《照个相》等。

### 伯克利演讲
2013年，左小祖咒应邀到美国加州大学伯克利分校演讲。主题为《左小祖咒音乐与艺术里的中国》。Cowboy Junkies的Michael Timmins特地赶赴演讲现场。

### 为《穹顶之下》配音
2015年2月28日为柴静《穹顶之下》纪录片中《PM2.5的自白》单元动画配音。纪录片在发布后24小时全网播放量过亿，在两会前夕引爆并且引发了中国治霾这一热点话题。

### 与影星黄渤翻唱《一剪梅》
2015年9月23日，左小祖咒与著名影星黄渤为电影《夏洛特烦恼》翻唱经典歌曲《一剪梅》，获得一致认可和好评，该片票房达到14.4亿人民币，位列中国影史华语片榜单第三，中国影史第六位。

## 主要个人专辑
- 1998 《走失的主人》
- 1999 《庙会之旅》
- 2001 《左小祖咒在地安门》
- 2005 《我不能悲伤地坐在你身旁》
- 2006 《美国》（电影配乐）
- 2008 《你知道东方在哪一边》（双专辑）
- 2009 《大事》

```
      《走失的主人Remix》
```

- 2010 《万事如意Live》（DVD）

```
      《左小祖咒原声配乐No.1》 
```

- 2011 《庙会之旅II》

```
      《你知道对方在那一边》
```

- 2012 《左小祖咒去奶子房》

```
      《最爱》（电影配乐）
```

- 2013 《这小小的葡萄我从来没吃过》

```
      《这小小的葡萄我从来没吃过 发布Live》（DVD）
      《一座城池》（电影配乐）
```

- 2014 《我们需要个歌手》

```
      《恩惠之光》（电影配乐）
```

- 2015 《2010-2013北京现场》

```
      《童话》（电影配乐）
      《一剪梅》（电影《夏洛特烦恼》电影片尾曲）
```

- 2016 《非常抱歉》（电影配乐）

```
      《西安不插电Live》
      《花神》（电影配乐）
      《上海岁月》
      《罗曼蒂克消亡史》（电影《罗曼蒂克消亡史》电影片尾曲）
```

- 2017 《丝绒之路》哈维尔1990新年致辞

```
      《再见喀纳斯》（电影配乐）
      《小威向前冲》（电影配乐）
      《风月情色在台北》
      《乌兰巴托的三个夜晚实况》
```

- 2018 《重庆女人》

```
      《相信的力量是无穷的》
      《全家福》（全家福合唱团）
      《你之所以是你》（电影《西虹市首富》电影片尾曲） 
```

- 2019 《希阿荣博》

```
      《全家福II》（全家福合唱团）
      《四大名著》（4专辑）
      《一名低音吉他手》
```

- 2020 《美丽的孩子》 （电影配乐）

```
      《是金子就会花光的》（电影配乐）
      《我爱台湾》
      《扎西持林》 
      《台湾》
      《凡人有光》 EP（左罗乐团）
```

- 2021 《庙会之驴 经典线上演唱会》

```
      《涅槃》
      《金刚萨埵》
```

- 2022 《庙会之旅III》

```
      《笑傲江湖LIVE》
      《四海》（电影配乐）
      《希阿荣博II》
```

- 2023 《我爱南京》

```
      《我爱邓丽君》 EP（与五条人）
```

## 艺术作品展览
| 年份 | 展览名称                                         | 策展人                         | 展出地点                                                         |
| ---- | ------------------------------------------------ | ------------------------------ | ---------------------------------------------------------------- |
| 2017 | 当代艺术纸本作品观察                             | 张兴/罗伯特·布莱斯曼/马克·卡利 | 英国伊布斯维奇博物馆                                             |
| 2017 | “晶体”当代艺术邀请展                             | 杜曦云                         | 东原千浔 无界艺术馆                                              |
| 2016 | “艺术养殖户”——左小祖咒深圳个展                   | 滕斐                           | 深圳前海壹会艺术空间                                             |
| 2016 | 村上隆x左小祖咒“我不能悲伤地看着你傻笑”          | 殷嫣                           | 厦⻔D.HOUSE艺术空间                                              |
| 2016 | “错版”——左小祖咒天津个展                         | 陈曦                           | 天津山·美术馆                                                    |
| 2015 | “他们的儿歌”长沙个人展览                         | 张大波 矫健                    | 长沙爱艺客艺术馆                                                 |
| 2015 | “把那个故事再给我讲一遍”广州个人展览             | 香草                           | 广州市九月艺术·pipal画廊                                         |
| 2015 | “生命体验的美学实践”当代艺术展                   | 齐廷杰                         | 绵阳市四川文化艺术学院                                           |
| 2015 | “直觉魔方”个人绘画展览                           | 杜曦云                         | 北京市草场地艺琅国际                                             |
| 2015 | 第二届南京国际美术展之“美丽新世界”国际当代艺术展 | 俞可                           | 南京凤凰山艺术园                                                 |
| 2015 | 普通人 · 平常事——左小祖咒的小画                  | 杜曦云                         | 伍拾伍号院子艺术空间                                             |
| 2015 | 不在现场：感官阈值与一种在地性的漂移             | 郑闻 林书传                    | 南京艺术学院美术馆                                               |
| 2014 | “开关”——西安首届当代艺术大展                     | 张兴                           | 西安当代美术馆                                                   |
| 2014 | “融汇”——天仁合艺美术馆开馆展                     | 沈其斌                         | 浙江杭州天仁合艺美术馆                                           |
| 2013 | “景观再造——中国当代艺术”匈牙利展览               | 俞可                           | 匈牙利德布勒森MODEM美术馆                                        |
| 2013 | 不合作方式2                                      | 艾未未 冯博一 Mark Wilson      | 格罗宁根美术馆                                                   |
| 2013 | 个体生长：当代艺术的动力—当代艺术展              | 杜曦云                         | 天津美术馆、石家庄美术馆                                         |
| 2013 | 与猪同行                                         | 徐天进                         | 北京大学赛克勒考古与艺术博物馆                                   |
| 2013 | 未曾呈现的声音                                   | 王林                           | 意大利第55届威尼斯双年展平行展                                   |
| 2013 | 受洗——灾难下的艺术                               | 耿海                           | 北京CCD300当代艺术与设计中心                                     |
| 2012 | 《接地气》广西当代艺术收藏展                     |                                | 南宁华润万象城友茗堂艺术中心                                     |
| 2011 | 红处方艺术展                                     | 马惠东                         | 大连中山美术馆                                                   |
| 2011 | 当代艺术精锐展                                   | 大连中山美术馆                 | 重庆黄桷坪独立映像艺术空间                                       |
| 2010 | 交错——三影堂作品陈列展                           | 荣荣                           | 北京三影堂摄影艺术中心                                           |
| 2010 | 三生万物大型综合艺术展                           |                                | 证大当代艺术陈列馆                                               |
| 2010 | 纸上美术馆                                       |                                | 艺术与投资                                                       |
| 2010 | 大声展：分享主义                                 |                                | 北京三里屯SOHO、上海八百秀创意园                                 |
| 2010 | 转折                                             |                                | 当代艺术家联展、温州柒号艺术中心                                 |
| 2010 | 草场地摄影季                                     | 荣荣                           | 阿尔勒在北京                                                     |
| 2010 | 中国独立影像年度展（CIFF）                       |                                | 南京大学戏剧影视研究所                                           |
| 2010 | 中国性——2010当代艺术研究文献展                   |                                | 苏州本色美术馆                                                   |
| 2010 | 路过中国                                         | 楠楠                           | 中国当代摄影群展、伊斯坦布尔画廊                                 |
| 2010 | 3+X 身边人身边事                                 | 艾未未                         | 北京文件仓库                                                     |
| 2010 | 3+X/B问B答                                       |                                | 北京和静园美术馆                                                 |
| 2010 | 3+X 可以诗化一些                                 |                                | 南京尚东当代艺术中心                                             |
| 2010 | 3+X当代艺术展                                    | 徐天进                         | 北京大学赛克勒考古与艺术博物馆举办                               |
| 2010 | 当代艺术家写真展                                 |                                | 北京中国今日美术馆                                               |
| 2010 | 你西我东——中国当代艺术展                         | 俞可 鲁虹                      | 成都K空间、深圳美术馆、武汉美术馆、西安美术馆                    |
| 2010 | 东街新艺术展                                     |                                | 北京798东街画廊                                                  |
| 2009 | 北京--哈瓦那新中国当代艺术革命展                 | 程昕东                         | 古巴国家美术馆                                                   |
| 2009 | 非常抱歉                                         | 艾未未回顾展                   | 德国慕尼黑美术馆                                                 |
| 2009 | 极地张力——北京上海成都三地当代艺术名家邀请展     | 栗宪庭 梁克刚 陈默 张冬燕      | 成都洛带古镇齐盛艺术馆、燕格柏国际艺术、河北围场燕格柏现代博物馆 |
| 2009 | 指东打西——原弓&左小祖咒                          | 杨克胜                         | 北京上湖美术馆                                                   |
| 2009 | 流动的社群——首届798双年展                        | 朱其                           | 北京798                                                          |
| 2009 | 路过——中国当代摄影群展                           | 楠楠                           | 纽约艺莱画廊                                                     |
| 2009 | 废话——成都当代艺术展                             |                                | 成都当代艺术展                                                   |
| 2009 | 满瑞斋                                           |                                | 当代艺术与独立音乐第二回、北京愚公移山                           |
| 2009 | 十九个游戏当代艺术展                             |                                | 北京798梯艺术中心                                                |
| 2009 | 反光——09新艺术纵深展                             | 荣荣                           | 北京中央工艺美院墙美术馆、杭州西湖美术馆                         |
| 2009 | 十三不靠                                         | 温普林                         | 云南雪茄画廊                                                     |
| 2008 | 巴塞尔迈阿密艺术博览会                           |                                | 美国迈阿密                                                       |
| 2008 | 中国情境/当代艺术大展                            |                                | 重庆501当代美术馆                                                |
| 2008 | LOFT798艺术节户外雕塑展                          |                                | 北京798                                                          |
| 2008 | 2008年度艺术提名展                               |                                | BS1当代美术馆                                                    |
| 2008 | 上海艺术博览会国际当代艺术展                     | 程昕东                         | 上海                                                             |
| 2008 | 北京博览会当代艺术展                             | 程昕东                         | 北京                                                             |
| 2008 | 虚城计/新动力双年展                              | 原弓                           | 上海原弓美术馆                                                   |
| 2008 | 移花接木/中国当代艺术中的后现代方式              | 冯博一                         | 深圳华美术馆                                                     |
| 2008 | 迷宫2                                            |                                | 亚洲当代艺术博物馆                                               |
| 2008 | 学院与非学院                                     |                                | 上海艺博画廊                                                     |
| 2008 | 中国情愫当代艺术展                               |                                | 北京华贸中心                                                     |
| 2008 | Sky名家群展                                      | 杨茂源                         | 北京798红色空间画廊                                              |
| 2008 | 棕榈滩3艺术博览会                                |                                | 美国佛罗里达                                                     |
| 2008 | 中国艺术在海滩上                                 | 巴塞尔艺术展                   | 美国佛罗里达                                                     |
| 2007 | 《我也爱当代艺术》                               |                                | 北京妙峰山                                                       |
| 2007 | 《对流》                                         | 荣荣                           | 北京三影堂当代摄影收藏回顾展                                     |
| 2007 | 合作/共赢                                        | 平遥国际摄影大展               | 山西平遥                                                         |
| 2007 | 无名画会回顾展                                   | 沈其斌                         | 上海证大现代艺术馆                                               |
| 2006 | 科隆/柏林艺术博览会                              |                                | 德国                                                             |
| 2006 | 第30届香港国际电影节                             |                                | 香港                                                             |
| 2006 | 柒/当代艺术展                                    | 董冰峰                         | 新加坡国家博物馆                                                 |
| 2006 | 当代摄影回顾展                                   |                                | 北京798季节画廊                                                  |
| 2006 | 观察与被观察                                     | 连州国际摄影节                 | 中国连州                                                         |
| 2005 | Artforum Berlin                                  |                                | 德国柏林亚力山大画廊                                             |
| 2005 | 中国艺术节                                       | 雨龙                           | 阿姆斯特丹PARADISO                                               |
| 2004 | 什么艺术展                                       | 顾振清                         | 陕西美术馆                                                       |
| 2003 | 漂流记当代艺术邀请                               |                                | 北京后现代城                                                     |
| 1999 | 第48届威尼斯双年展                               |                                | 威尼斯                                                           |
| 1995 | 《为无名山增高一米》                             | 孔布                           | 北京妙峰山                                                       |
| 1995 | 《原音》                                         |                                | 北京东便门立交桥                                                 |

## 书籍作品
- 2000年1月，长篇小说《狂犬吠墓》
- 2010年8月，随笔著作《忧伤的老板》（上海人民出版社出版）
- 2011年8月20日， 曲谱诗集《左小祖咒有谱》（上海教育出版社出版）
- 2013年8月31日，长篇小说《狂犬吠墓》再版
- 2017年5月，谈话集《扯皮》
- 2018年10月，谈话集《扯皮II》

## 电影配乐作品
- 1995 《面的时节》
- 2001 《美丽云团》
- 2002 《蜜糖先生》
- 2003 《穴居频道》《吃喝玩乐》
- 2004 《云的南方》 《如梦令》
- 2005 《世界》 《好多大米》
- 2007 《无用》《石头记》《黄金周》《童话》 《竹林七贤》
- 2008 《刺痛我》
- 2009 《驮峰寻乡》《4851--5·12遇难学生名录》 《老妈蹄花》
- 2010 《三花》 《一个孤僻的人》 《美好生活》 《花好月圆》 《寒假》
- 2011 《平安乐清》 《鄂尔多斯》 《深表遗憾》 《最爱》
- 2013 《一座城池》
- 2016 《夏洛特烦恼》《长江图》《罗曼蒂克消亡史》
- 2018 《西虹市首富》
- 2022 《四海》

## 奖项
1998	
- 《走失的主人》：音像世界、音乐天堂、通俗歌曲、音乐生活报等媒体/年度最佳华语唱片；中国流行音乐奖20年10大摇滚唱片

1999	
- 《庙会之旅》：通俗歌曲杂志年度/最佳华语唱片及多家杂志年度10大唱片

2001	
- 华语音乐传媒大奖/最佳摇滚艺人（华语音乐传媒大奖）

2005	
- 华语音乐传媒大奖最佳摇滚艺人（华语音乐传媒大奖）

2006	
- 《美国》：音乐风云榜最佳摇滚专辑提名
- 《美国》：滚石杂志年度10大华语唱片
- 《乌兰巴托的夜》：滚石杂志年度最佳单曲
- 华语音乐传媒大奖/新音乐奖（华语音乐传媒大奖）

2008	
- 《你知道东方在哪一边》：国际华语音乐联盟十大华语唱片

```
                        国际华语音乐联盟评审团大奖
                        华语音乐传媒大奖/年度最佳唱片
                        南都周刊/年度最佳唱片
                        国际华语音乐联盟/最佳摇滚艺人（国际华语音乐联盟）
                        华语音乐传媒大奖/最佳摇滚艺人（华语音乐传媒大奖）
```

2009	
- 北京城市英雄（《Time Out》杂志）
- 建国60年梦想中国之音乐梦代表人物（《周末画报》杂志）
- 中国1949-2009年60年新希望及60个梦想力量人物（《时尚先生Esquire》杂志）

2010	
- 《大事》：2010华语金曲奖年度十佳唱片
- GQ年度人物，年度流行音乐人（《GQ智族》杂志）
- 华语金曲奖年度最佳摇滚艺人（华语金曲奖）
- 华语音乐传媒大奖/最佳国语男歌手、
- 华语音乐传媒大奖/最佳词作人（华语音乐传媒大奖）

2011
- 《最爱》第28届金鸡奖/最佳电影音乐提名奖
- 《庙会之旅II》：第74期腾讯音乐唱片/评审团大奖
- 时尚先生年度盛典年度音乐人（《时尚先生Esquire》杂志）
- Time Out北京城市英雄（《Time Out》杂志）
- 第三届“中国摇滚/迷笛奖”年度最佳摇滚男歌手（迷笛音乐）
- 中国力量百人榜（《现代传播》）
- 中国最美50人/年度独立音乐人奖（《新京报》）
- “文化中国”十年人物大奖（《东方早报》）

2012	
- 《爱情的枪》：第八届中国金唱片奖数字音乐金曲奖
- 《庙会之旅II》：华语金曲奖/2011年度国语十大专辑第一名

```
               南都周刊金榕树大奖/年度最佳摇滚唱片
```

- 金榕树大奖音乐公民奖（《南都周刊》金榕树大奖）
- 第十二届华语音乐传媒大奖/年度艺人奖项（华语音乐传媒大奖）
- 阿比鹿音乐奖/摇滚类年度音乐人（豆瓣网）
- “美动华人”风格人物奖（时尚集团）

2013
- 《泸沽湖情歌》：音乐风云榜最佳民谣歌曲

```
                华语金曲奖/2013年度十大华语金曲
```

- 《左小祖咒去奶子房》：华语金曲奖10大国语第二名

```
                      阿比鹿音乐奖/2012年度摇滚音乐奖
```

2015
- 《我们需要个歌手》：华语金曲奖年度/最佳国语专辑奖

2017
- 《上海岁月》：华语金曲奖国语十大唱片
- 罗博报告/年度艺术家（《罗博报告》杂志）
- 《扯皮》谈话录：德国红点传达设计大奖Best of the Best、

```
                第63届纽约TDC优异奖
                第11届澳门设计双年展金奖
                GDC17提名奖
                台北设计奖评审团推荐奖
                美国ADC和The One Show优异奖
```

2018
- 《再见喀纳斯》：2018全球华语金曲奖/年度演奏专辑
- 第十五届时尚先生年度盛典年度音乐人（《时尚先生Esquire》杂志）

2021
- 《四大名著》《台湾》：第十二届华语金曲奖/年度最佳摇滚艺人

2022
- 《扎西持林》：第十三届华语金曲奖/年度最佳心灵专辑